# 亮鏢鱸
亮鏢鱸為輻鰭魚綱鱸形目鱸亞目河鱸科鏢鱸屬的其中一種，分布於美國馬里蘭州Bush河及北卡羅來納州Neuse河等流域，體長可達6.6公分，棲息在沙底質的溪流。